# Президенты Банка Италии

Начальные и конечные даты полномочий установлены Высшим советом Банка, исключая период со 2 февраля 1944 года, когда Высший совет был распущен, по 28 июля 1948 года, когда он был восстановлен (так называемый regime commissariale, или «комиссиональный режим»; чрезвычайные комиссары этого времени в списке не представлены).

## Генеральные директора с 1893 по 1928 год
| № | ФИО               | Портрет | Срок полномочий |
| - | ----------------- | ------- | --------------- |
| 1 | Джакомо Грилло    |         | 1893 — 1894     |
| 2 | Джузеппе Маркиои  |         | 1894 — 1900     |
| 3 | Бональдо Стрингер |         | 1900 — 1928     |

## Управляющие с 1928 года
| №  | ФИО                 | Портрет | Срок полномочий        |
| -- | ------------------- | ------- | ---------------------- |
| 1  | Бональдо Стрингер   |         | 1928 — 1930            |
| 2  | Винченцо Аццолини   |         | 1931 — 1944            |
| 3  | Луиджи Эйнауди      |         | 1945 — 1948            |
| 4  | Донато Меникелла    |         | 1948 — 1960            |
| 5  | Гвидо Карли         |         | 1960 — 1975            |
| 6  | Паоло Баффи         |         | 1975 — 1979            |
| 7  | Карло Адзельо Чампи |         | 1979 — 1993            |
| 8  | Антонио Фацио       |         | 1993 — 2005            |
| 9  | Марио Драги         |         | 2005 — 2011            |
| 10 | Иньяцио Виско       |         | 2011 — 31 октября 2023 |
| 11 | Фабио Панетта       |         | с 1 ноября 2023        |